# ارتزیوکی
اُرتزیوِکی (به ایتالیایی: Orzivecchi) یک کومونه در ایتالیا است که در استان برشا واقع شده‌است. ارتزیوکی ۹ کیلومتر مربع مساحت و ۲٬۵۲۹ نفر جمعیت دارد.